# C. C. 캐치
C. C. 캐치(독일어: C. C. Catch, 본명은 카롤리네 카테리네 뮐러(독일어: Caroline Catherine Müller, 1964년 7월 31일 ~ )는 네덜란드 태생의 독일의 가수이며 1980년대에 모던 토킹과 더불어 디터 볼렌과 협업한 것으로도 알려져 있다.

## 디스코그래피
- Catch the Catch(1986년)
- Welcome to the Heartbreak Hotel(1986년)
- Like a Hurricane(1987년)
- Big Fun(1988년)
- Hear What I Say(1989년)